# Arístides Agramonte Simoni
Arístides Agramonte Simoni (Camagüey, 3 de juny de 1868 - Nova Orleans, 19 d'agost del 1931) va ser un bacteriòleg, patòleg i metge estatunidenc d'origen cubà. Va ser criat a la ciutat de Nova York, rebent el seu títol de metge a la Universitat de Colúmbia. Va ser membre de la Yellow Fever Commission (Comissió per al febre groga) de l'exèrcit dels Estats Units, en la qual va descobrir el 1901 l'actuació dels mosquits en la transmissió de la febre groga. Com a professor a la Universitat de l'Havana des de 1900 fins a 1930, es va convertir en un líder influent de la medicina a Cuba.